# Майски протести в Испания
Протестите от май 2011, наричани още Петнадесетмайско движение и Движение на възмутените (на испански: Movimiento 15-M и Indignados) са серия от продължаващи граждански протести срещу политическото и икономическо statu quo в Испания.
Започват след призив, разпространен в социалните мрежи на 15 май 2011 г. от гражданското сдружение „Истинска демокрация СЕГА“ (на испански: ¡Democracia real YA!) и 200 други по-малки организации. Движението бива сравнявано с Арабската пролет и Събитията от май 68 във Франция.
Протестиращите настояват за радикална промяна в испанската политическа система и заявяват, че не са поддръжници на никоя от съществуващите политически партии. Испанските медии свързват протестите с икономическата криза, есето на Стефан Хесел „Възмутете се!“ (на френски: Indignez-vous!), безработицата, Арабската пролет, протестите в Гърция и Португалия, вълненията в Исландия. Протестите започват малко преди местните избори в Испания, проведени на 22 май 2011.
Макар и протестиращите да образуват разнородна социална група, те всички отхвърлят двуполюсния испански политически модел (в който на власт се редуват Испанската социалистическа партия и Испанската народна партия), съвременните политически фигури, политическата корупция и настояват за зачитане на заявените основни права: дом, работа, култура, здравеопазване и образование. Говорители на движението го определят като „Не-аполитично, но не и партизанско“. През 2014 година участници в движението създават социалистическата партия „Подемос“, която на общите избори през декември 2015 година получава 21% от гласовете.

## 15 май
Във фокуса на първия протест, от 15 май, са „анти-социалните способи в ръцете на банките“. Протестиращите негодуват от спасителния план за банките, според който правителството налива пари в банките, които в очите на населението са виновни за икономическата криза, а в същото време орязва социални придобивки. Десетки хиляди души взимат участие в протестите този ден, 2000 от които в Мадрид.

## 16 май
Протестиращите лагеруват на плодащ Пуерта дел Сол в нощта на 15 срещу 16 май. Рано сутринта напрежението ескалира, полицията арестува 24 души. Множество организации, като Екозоли в действие, осъждат ескалирането на напрежението като обвиняват за това полицията.

## 20 май
Според „Гардиън“, „десетки хиляди“ прекарват нощта на площад „Пуерта дел Сол“ в Мадрид. Според някои източници нощувалите на площада протестиращи „лос индигнадос“ (негодуващи) срещу безработицата и мерките за бюджетни икономии са били 25 хиляди.  Във Валенсия протестиращите са били 10000, а в Барселона 8000. Много хора подкрепиха протестиращите чрез подписка, средства, храна и одеяла.

## 21 май
21 май е Ден за размисъл преди местните избори на 22 май. Въпреки това, десетки хиляди излизат отново да протестират, заявявайки че „Политическата класа не ги представлява“.

## 29 май
Хиляди испанци несъгласни с управлението в страната се събират в Мадрид и Барселона заплашвайки че ще продътлжат с протестните акции. Организатори заявяват, че недоволството в Испания е вдъхновено от протестите в Близкия изток. Според националната статистика 43,5% от испанците под 25 години са безработни. Новите антикризисни мерки засегнаха и университетските стипендии, което прави невъзможно следването на младежите без постоянна работа. 